# Inaccessible Islands
Inaccessible Islands är en ögrupp i Antarktis. De utgör de västligast belägna öarna av ögruppen Sydorkneyöarna nordost om Antarktiska halvön.
Argentina och Storbritannien gör anspråk på området.